# جيروم س. غلين
جيروم س. غلين (بالإنجليزية: Jerome C. Glenn)‏ هو مستقبلي أمريكي، ولد في 9 أغسطس 1945.